# Seltz
Seltz je občina v departmaju Bas-Rhin francoske regije Alzacija.
Leta 1990 je v občini živelo 2 584 oseb oz. 123 oseb/km².